# Carl Winsløw (født 1796)
Carl Winsløw (19. februar 1796 i København – 6. oktober 1834 i København) var en dansk skuespiller og tegner.

Hans gravskrift på Assistens Kirkegård i København lyder: "Ludvig den ellevtes ånd fremmanede han fra de døde; ak, men hans strålende liv sank i den åbnede grav." 
 Baggrunden var, at han på Det Kongelige Teaters scene trods en skrøbelig fysik fremstillede et uforglemmeligt billede af den franske konge Ludvig 11. i maj 1834 i en tragedie af franskmanden Casimir Delavigne (sv) fra 1832. Men denne præstation af Carl Winsløw bidrog antagelig til hans svækkelse, og han døde om efteråret.
Som et eksempel på Carl Winsløws tegnekunst ses her til højre hans tegning af Peter Jørgen Frydendahl (sv) (1766-1830), der var både instruktør og en alsidig skuespiller ved Det Kongelige Teater, og altså kollega til Carl Winsløw.